# Pseudoeurycea juarezi
Pseudoeurycea juarezi es una especie de anfibio caudado (salamandras) de la familia Plethodontidae. Es una especie endémica de la Sierra de Juárez en Oaxaca, México.

## Clasificación y descripción de la especie
Es una salamandra de la familia Plethodontidae del orden Caudata. Es de talla mediana, alcanza una longitud de 5 cm. Sus extremidades son relativamente largas y sus dedos son planos y ligeramente expandidos. La cola es un poco más larga que la longitud del cuerpo. El dorso de la cola es glandular. El color del dorso es amarillo marrón con una banda longitudinal que corre hasta la punta de la cola. Los lados del cuerpo son color crema y tiene manchas oscuras dispersas en el cuerpo1.

## Distribución de la especie
Endémica de México, restringida a las montañas del norte de Oaxaca en la Sierra de Juárez y Sierra Mixe 1.

## Hábitat
Vive en bosque mesófilo de montaña entre los 2,400 y 3,000 m s. n. m. Su hábitat natural son los bosques tropicales o subtropicales a baja altitud.
Está amenazada de extinción debido a la destrucción de su hábitat2.

## Estado de conservación
Se considera como Amenazada (Norma Oficial Mexicana 059) y Críticamente Amenazada en la Lista Roja de la UICN. 